# Depresiunea Dunăreană

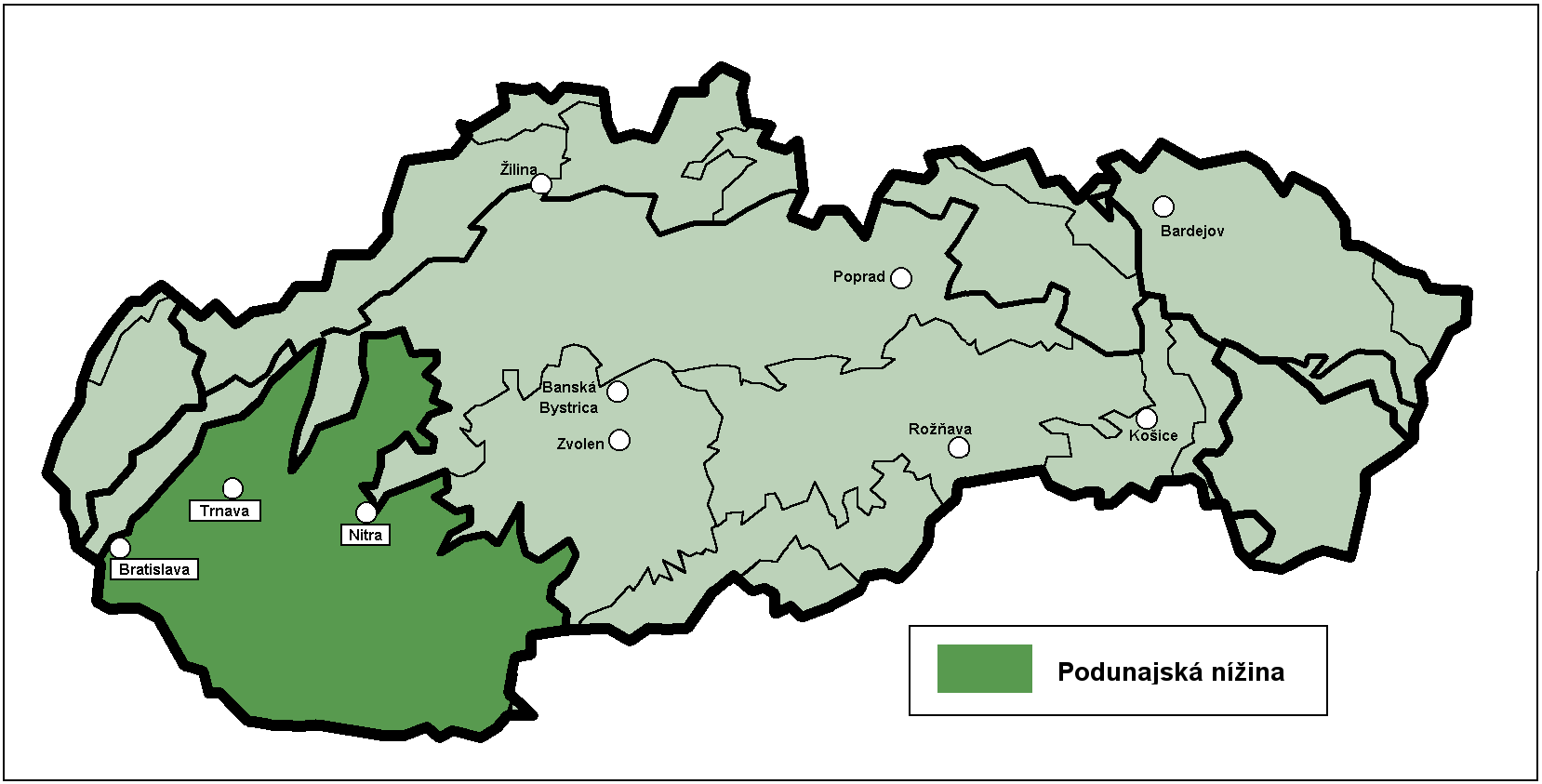
     Depresiunea Dunăreană
Depresiunea Danubiană (slovacă: Podunajská nížina) este numele unei părți din Alföldul Mic (slovacă : Malá dunajská kotlina), situată în Slovacia, între Dunăre, Carpații Mici și toate celelalte părți ale Carpaților Vestici.
În ceea ce privește geomorfologia, formează o singură unitate cu Bazinul Neusiedl din Austria și Bazinul Győr din Ungaria. 
Este o depresiune teutonică extinsă și umplută cu straturi din Cuaternarul Neogen, la înălțimi între 100 și 350 m. 
Este formată din două părți : 
- Dealuri Danubiene în nord
- Șesuri Danubiene (sau Câmpia Danubiană) în sud

Multe așezări urbane și nu numai pot fi găsite în această zonă, în principal agrară. Orașele Topoľčany, Nové Zámky, Komárno, Levice, Dunajská Streda și Galanta sunt centre administrative și centre ale industriei și procesării produselor agrare (mori, berării etc.) Vechi orașe destinate producerii viței de vie (Svätý Jur, Pezinok, Modra) și stațiunilor destinate problemelor de sănătate (Piešťany, Dudince) se pot găsi de asemenea în ținuturile joase.